# Österreichische Brasilien-Expedition
Die Österreichische Brasilien-Expedition war eine von 1817 bis 1835 durchgeführte Forschungsreise zur Erkundung Brasiliens, die anfangs durch Fürst von Metternich finanziert wurde. Die Wurzeln der Expedition liegen in einer „Übersee-Euphorie“ in Europa und der dadurch ausgelösten Häufigkeit der Reise- und Forschertätigkeit in die Kolonien. Direkter Auslöser für die Reise war die Hochzeit des portugiesischen Thronerben Dom Pedro mit der Tochter des österreichischen Kaisers Erzherzogin Maria Leopoldine von Österreich. Der Großteil der beteiligten Forscher verließ 1821 Brasilien. Johann Natterer setzte seine Forschungen bis 1835 fort. Seine Sammlung stellte bei der Eröffnung des Museums für Völkerkunde 1928 einen wichtigen Grundstock dar.

## Historisches Umfeld

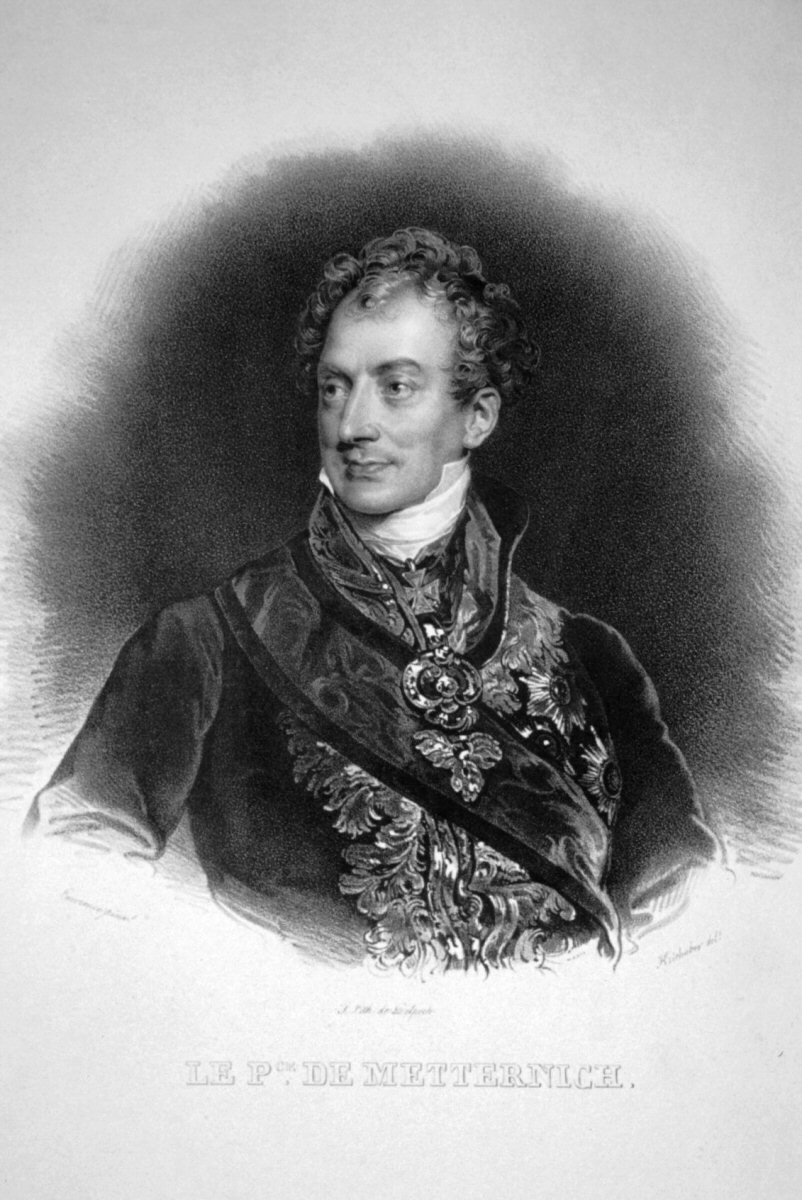
Fürst von Metternich, Lithographie

Nach der Zerschlagung der napoleonischen Vormachtstellung in Europa wurde Brasilien 1815 zum Königreich erhoben und mit Portugal in Personalunion verbunden. Portugal war durch die Ratifizierung der Schlussakte des Wiener Kongresses in das Bündnissystem des Fürsten Metternich einbezogen worden und trachtete nach einer Verbindung mit dem Haus Habsburg, um sich Rückhalt gegen die konstitutionelle Bewegung im eigenen Land und die englische Dominanz in außenpolitischer Hinsicht zu verschaffen. Metternich wiederum strebte nach mehr Einfluss in Lateinamerika und in der britischen Einflusssphäre.
Am 13. Mai 1817 wurde in der Augustinerkirche zu Wien die Vermählung des portugiesischen Thronerben Dom Pedro mit der Tochter des österreichischen Kaisers Franz I., Erzherzogin Maria Leopoldine von Österreich, gefeiert. Dom Pedro war selbst nicht anwesend, sondern wurde durch einen Stellvertreter, nämlich Erzherzog Karl, vertreten. Diese Vermählung war schließlich der direkte Anlass für die Ausrüstung der Expedition nach Brasilien.
Die Wurzeln der österreichischen Brasilienexpedition müssen jedoch im Licht der damaligen Zeit gesehen werden. Zu Beginn des 19. Jahrhunderts wirkte die damalige Übersee-Euphorie auf die Naturwissenschaftler ein und bewirkte eine zunehmende Reise- und Forschertätigkeit in die Kolonien. Persönlichkeiten wie der Gelehrte Alexander von Humboldt, der Süd- und Nordamerika bereiste, oder der Geologe Wilhelm Ludwig von Eschwege, der in Brasilien die mineralischen Bodenschätze erforschte, wurden zu wichtigen Vorbildern für andere Forscher. Die Fürsten, die diese Unternehmen finanzierten, hofften wiederum auf einen Prestigegewinn, den ihnen die exotischen und spektakulären Reisen bringen sollten. Daneben verfolgten die Finanziers neben der Beschaffung von interessanten Ausstellungsstücken freilich oft einen ökonomischen Gewinn oder die Verwirklichung von kolonialen Zielen.
Die Expedition selbst fand in einer sehr turbulenten Phase der brasilianischen Geschichte statt. Durch die aufflammende republikanische Bewegung in Portugal, die 1820 einen Aufstand in Lissabon initiiert hatte, sah sich der portugiesische König João VI. genötigt nach Portugal zurückzukehren, das er aufgrund der napoleonischen Fremdherrschaft verlassen hatte. Er ließ seinen Sohn Pedro als Regenten zurück, der sich in der Folge von Portugal emanzipierte, als die portugiesischen Cortes Brasilien wieder zu einer Kolonie degradieren wollten. Am 7. September 1822 erklärte Pedro die Unabhängigkeit Brasiliens, am 1. Dezember ließ er sich als Pedro I. zum Kaiser krönen. Seine Regierungszeit war jedoch nicht von Erfolg gekrönt. Eine eigenmächtig erlassene Verfassung, ein separatistischer Aufstand im Jahr 1824 und der verlorene Streit um Uruguay, das er 1828 als eigenständig anerkennen musste, machten ihn unbeliebt. Angesichts eines Aufstandes dankte er schließlich am 7. April 1831 zu Gunsten seines minderjährigen Sohnes Pedro II. ab. Doch die 1830er Jahre blieben eine Zeit der Unruhe, weil der für den minderjährigen Pedro eingesetzte Regentschaftsrat der zahlreichen kleineren Aufstände nicht Herr wurde.

## Organisation der Reise

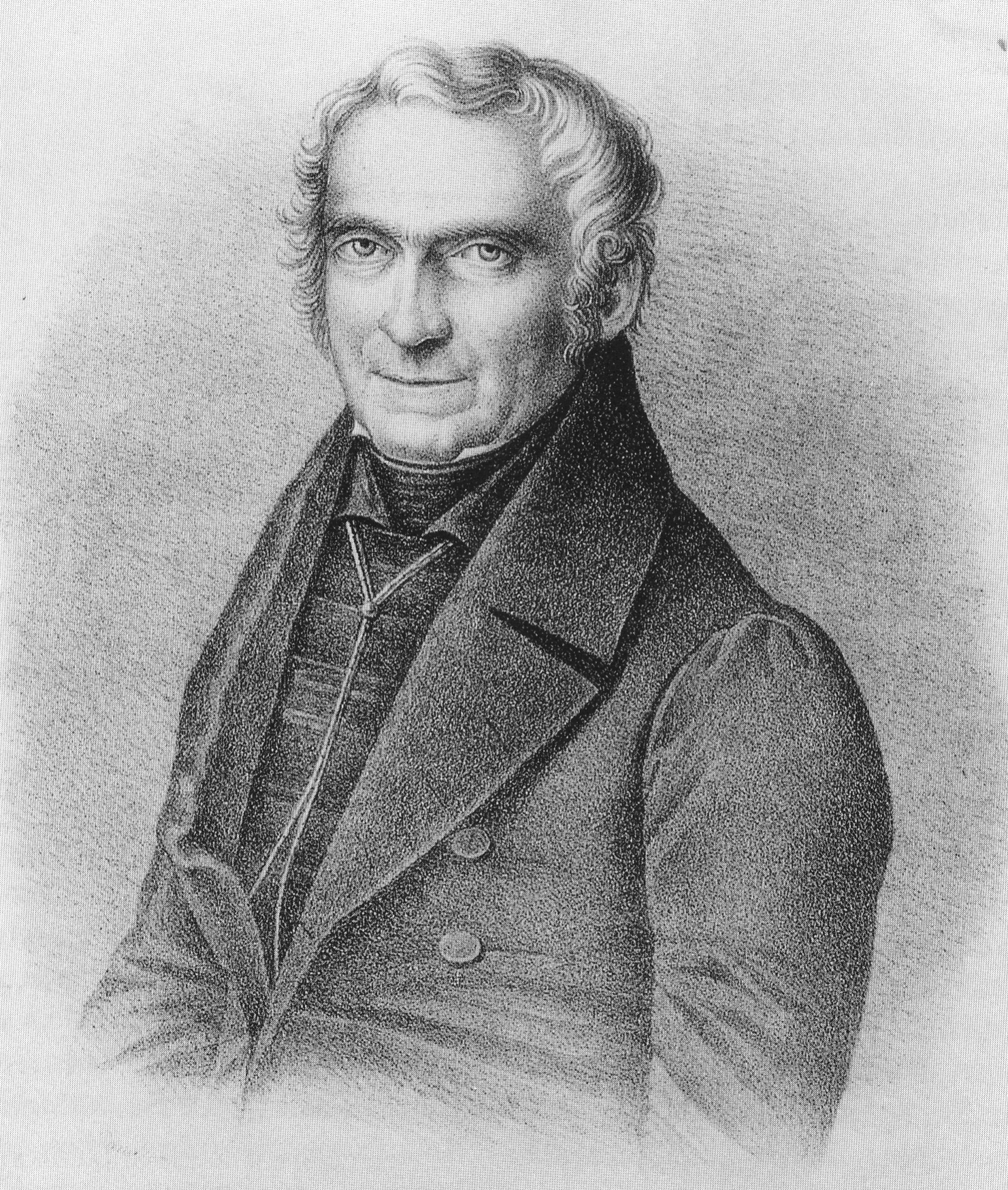
Johann Natterer, zeitgenössische Lithographie

Die Oberleitung der Expedition nach Brasilien behielt sich der in wissenschaftlichen Belangen sehr interessierte Fürst von Metternich selbst vor. Mit der Leitung der Expedition in wissenschaftlicher Hinsicht betraute er wiederum den Direktor des k.k. Hof-Naturalienkabinetts Karl Franz Anton von Schreibers. Dieser wählte für die Expedition den Zoologen Johann Natterer, den Botaniker Heinrich Wilhelm Schott und den Präparator und Jagdgehilfen Ferdinand Dominik Sochor aus seinem Haus aus. Hinzu kamen der Prager Mineraloge und Botaniker Johann Baptist Emanuel Pohl sowie die Maler Thomas Ender und Johann Buchberger. Mit der Leitung der Expedition sollte ursprünglich Natterer beauftragt werden, jedoch zog ihm der Kaiser den Botaniker und Professor für Naturgeschichte in Prag, Johann Christian Mikan, vor. Natterer empfand dies als Affront, und die autoritäre Haltung Mikans sorgte in der Folge für starke Spannungen innerhalb der Expeditionscrew. Die Ausrichtung der Brasilienexpedition strahlte über die Grenzen Österreichs hinaus. Der bayrische König Maximilian I. hatte bereits 1815 eine Südamerikaexpedition geplant, deren Beginn jedoch verschoben worden war. Nachdem er auf dem Wiener Kongress 1816 von den Heirats- und Expeditionsplänen Österreichs erfahren hatte, nutzte er die Gelegenheit und beauftragte den Konservator Johann Baptist Ritter von Spix und den Botaniker Carl Friedrich Philipp von Martius an der Expedition teilzunehmen. Zusätzlich entsandte der Großherzog der Toskana den Botaniker Giuseppe Raddi mit dem Expeditionsteam nach Brasilien. Zusammen mit dem Lehrer Leopoldines Rochus Schüch sowie zwei Malern und einem Gehilfen, die die Expedition teilweise begleiteten, erreichte der Stab der Expedition eine Stärke von 14 Personen.
Der wissenschaftliche Leiter der Expedition von Schreibers arbeitete umfangreiche Instruktionen für die Forscher aus. Als Ansprechpartner in allen Angelegenheiten sollte ihnen der österreichische Botschafter in Rio de Janeiro dienen, von wo aus alle Reisen ihren Ausgangspunkt nahmen. Weiters mussten alle Reisepläne dem Botschafter mitgeteilt werden, wobei Dauer und Rückkehrtermin so genau wie möglich festgelegt werden sollte. Die Reisen selbst sowie die gesammelten Fundstücke mussten in Tagebüchern dokumentiert werden. Die Hauptaufgabe der Forscher bei ihren Reisen lag in der Suche nach Handelsartikeln für Europa, und in der Erforschung von Tieren und Pflanzen, die in Europa heimisch werden könnten. Je ein Verzeichnis für Reiserouten und gewünschte Objekte legte den Forschern die primären Untersuchungsgebiete dar.

## Verlauf

### Anreise
Am 9. April 1817 legte die Hauptgruppe der Forscher mit den Fregatten Austria und Augusta in  Triest ab. Beide Schiffe gerieten zwei Tage später in einen schweren Sturm und wurden in verschiedenen Häfen repariert. Die Austria mit Mikan, Ender und den bayrischen Forschern traf am 14. Juni in Rio de Janeiro ein. Die Augusta, auf der sich Natterer, Schott und Sochor befanden, wartete auf die portugiesischen Schiffe João VI. und São Sebastião, die am 5. August abgelegt hatten und auf denen sich neben Pohl, Buchberger und Raddi die Kronprinzessin Leopoldine aufhielt. Diese Schiffe erreichten Rio de Janeiro erst am 4. November. Dadurch verzögerte sich der Beginn der eigentlichen Expedition.

### Expedition bis 1821

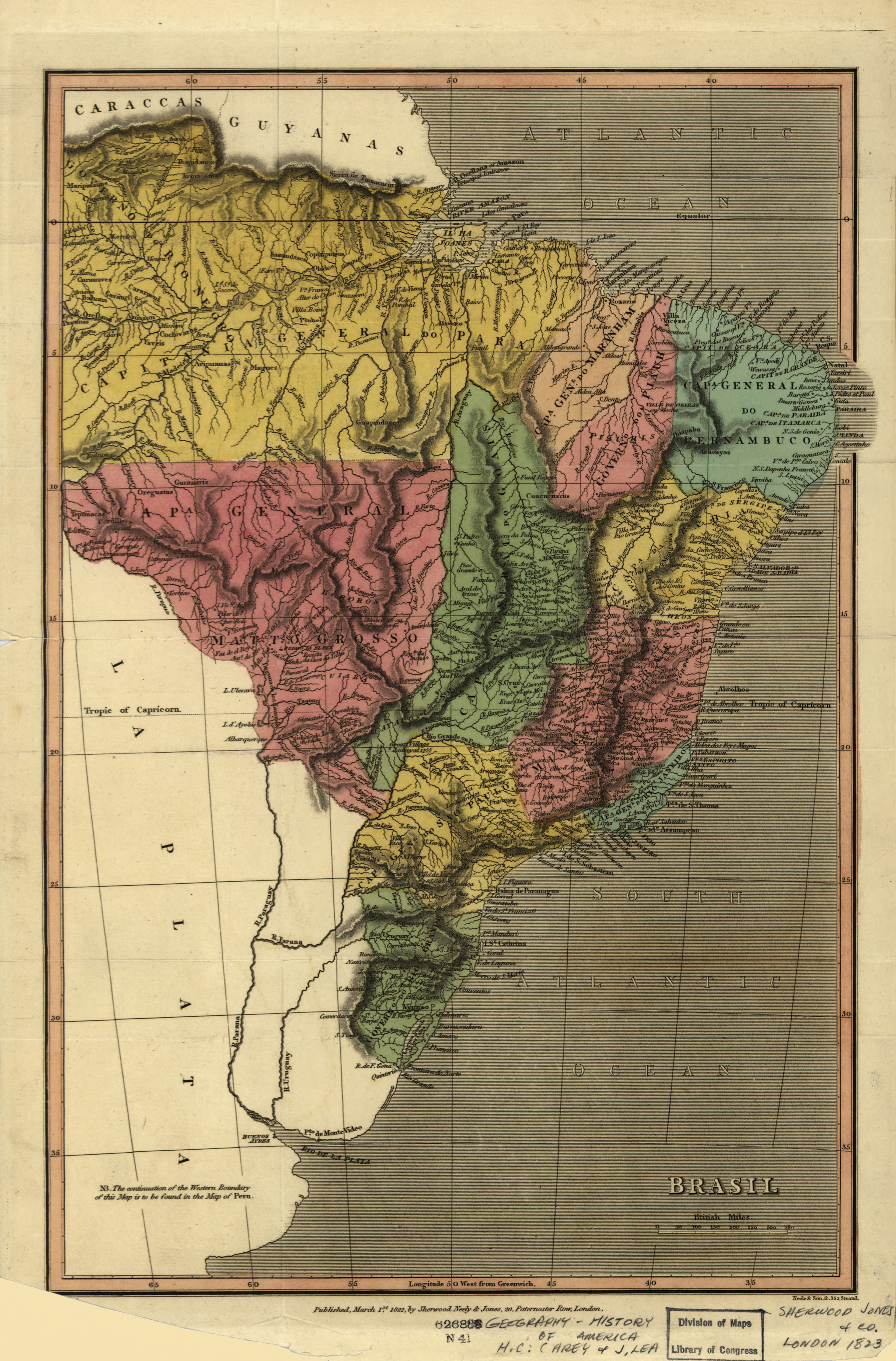
Brasilien zur Zeit der österreichischen Expedition

Nach der Wiedervereinigung der Forscher beschloss man sich in drei Gruppen aufzuteilen und die Umgebung Rio de Janeiros in kürzeren Reisen zu untersuchen, um die Abfahrt der österreichischen Fregatten für den ersten Abtransport der Sammlungen zu nutzen. Die bayrischen Forscher gingen in der Folge überhaupt ihren eigenen Forschungen nach, und verzichteten in der Folge auf eine Kooperation mit den österreichischen Kollegen, da sich diese nicht auf eine einheitliche Reiseroute einigen konnten. Die zwei anderen Teams wurden von Natterer bzw. Mikan geleitet. Die Forscher kehrten von ihren ersten Reisen zwischen März und Mai 1818 wieder nach Rio de Janeiro zurück. Am 1. Juni 1818 legten bereits die Fregatten mit den ersten Sammlungen nach Europa ab, denen sich schon die ersten Forscher anschlossen. Dem Landschaftsmaler Thomas Ender bekam das Klima nicht, und der Pflanzenmaler Buchberger hatte sich bei einem Unfall, an dessen Folgen er 1821 verstarb, so schwer verletzt, dass er ebenfalls die Heimreise antreten musste. Auch der Leiter der Expedition, Professor Mikan, verließ Brasilien mit dem ersten Schiff. Er war wegen des schlechten Arbeitsklimas, das auf Grund seiner autoritären Haltung entstanden war, nach Wien zurückbeordert worden und wurde von Professor Raddi begleitet.
Die Forscher Natterer, Schott und Pohl gingen in der Folge getrennte Wege. Schott kümmerte sich vor allem der Sammlung lebender Pflanzen, Pohl um die Belange der Mineralogie, wobei sein Reisewerk Reise im Innern von Brasilien zu einer wichtigen Quelle für die Wirtschafts- und Sozialgeschichte Brasiliens wurde. Pohl und Schott wurde jedoch bereits bald wegen der politischen Unruhen zurückberufen. Sie verließen Brasilien 1821.

### Reisen Natterers
1821 hatte der Gesandte Stürmer wegen der politischen Unruhen die Auflösung der Expedition beschlossen. Natterer und Sochor weigerten sich jedoch nach Europa zurückzukehren und setzten die Expedition auf eigenes Risiko mit eigenen Mitteln fort. Sie waren niemanden mehr Rechenschaft schuldig. In seinen insgesamt zehn Reisen bereiste Natterer vor allem die Gebiete um São Paulo und Rio de Janeiro sowie die Provinz Minas Gerais. Seine Expeditionen führten ihn zum Amazonas und an die bolivianische Grenze. Die Reisen waren immer wieder von schweren Krankheiten Natterers und Sochors geprägt. Sochor selbst verstarb infolge einer schweren Krankheit am 13. Dezember 1826.
Auf seinen Reisen bis 1825 widmete sich Natterer vor allem seiner ursprünglichen Aufgabe, nämlich der Sammlung von naturkundlichem Material, insbesondere von Tieren. Allein über tausend Säugetiere, mehr als 12.000 Vögel und fast 33.000 Insekten sammelte Natterer in Brasilien. Hinzu kamen noch Fische, Amphibien, Crustaceen, Mollusken, Helminthen, Eier, Samen, Mineralien etc. Viel bedeutender waren jedoch die über 2000 gesammelten ethnographischen Objekte wie Geräte, Waffen oder Schmuck der indigenen Bevölkerung, deren Beschaffung er sich vor allem in der zweiten Hälfte seines Brasilienaufenthalts widmete. Viele Objekte ließ er sich von Bekannten beschaffen, die die verschiedenen Gebiete bereisten. Nach 18 Jahren der Forschung verließ Natterer am 15. September 1835 von Belém aus Brasilien.

## Wissenschaftliche Verwertung der Brasilienexpedition

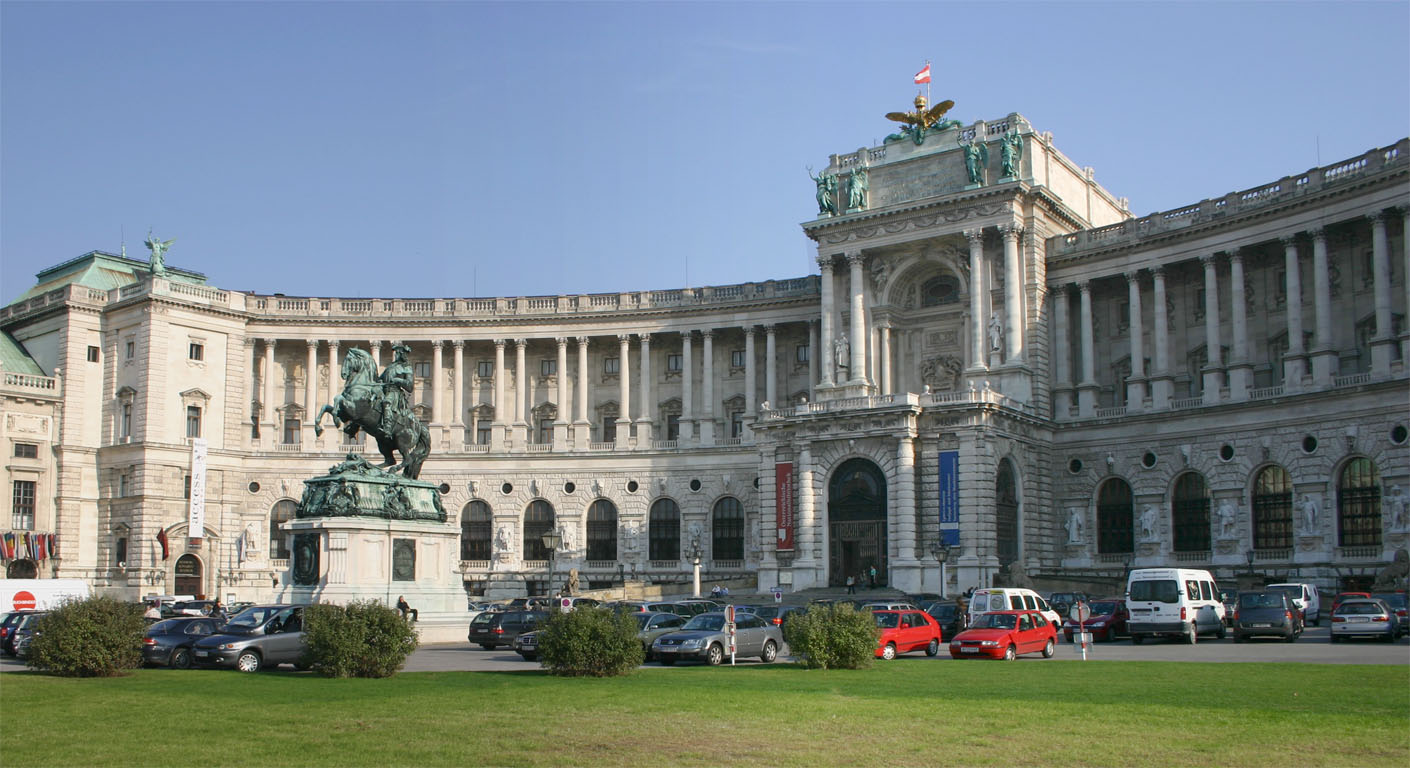
Die Hofburg beherbergt die Sammlung Natterers

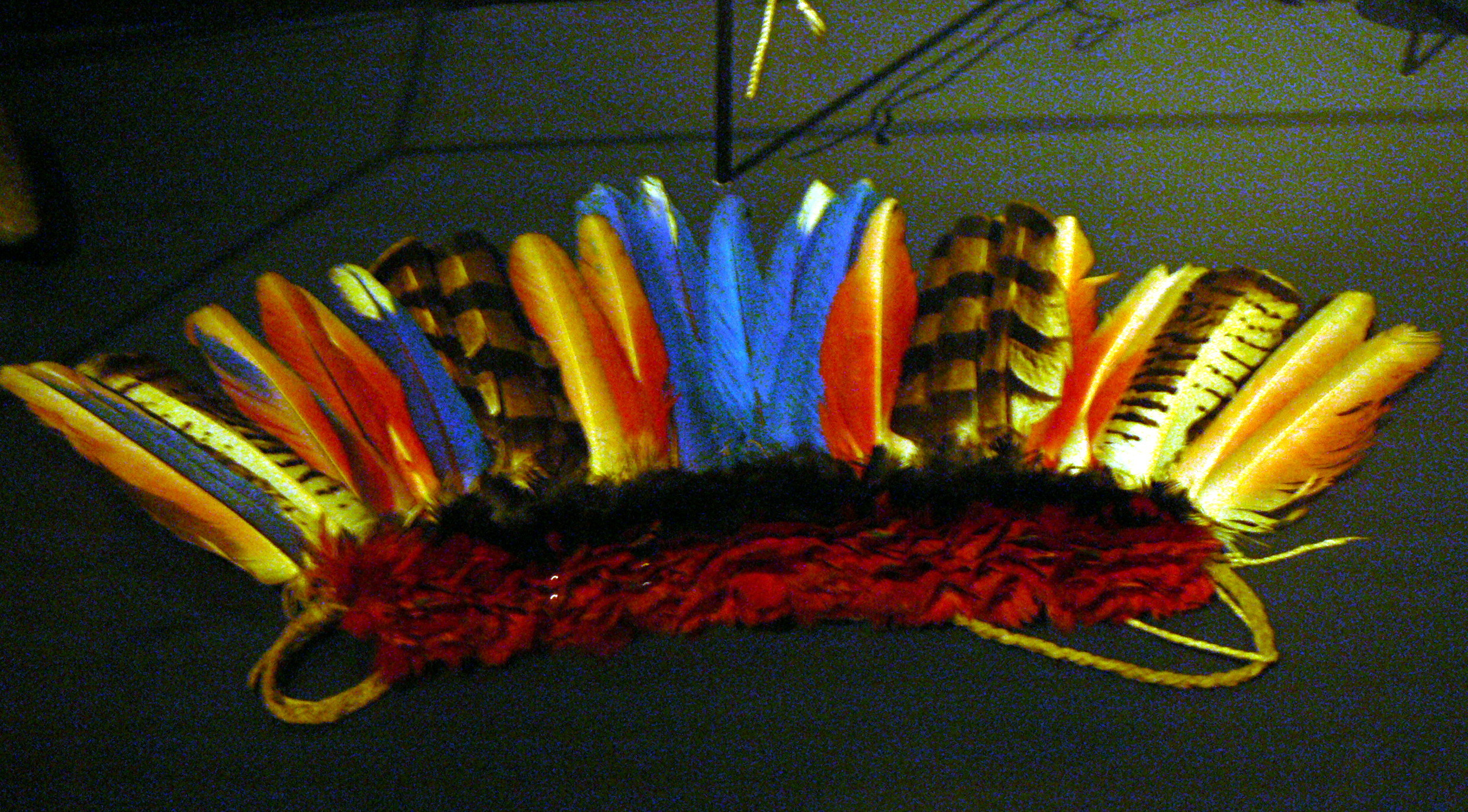
Federkopfschmuck der Apiacá (1830)

Die Unterbringung der Sendungen aus Brasilien stellte von Schreibers vor ernste Probleme. Bereits im Januar 1821 waren die Unterbringungsmöglichkeiten im Naturalienkabinett erschöpft, sodass Schreibers bereits Teile seiner Privatwohnung für die Aufbewahrung zur Verfügung stellen musste. Der Wunsch nach dem kaiserlichen Privatgebäude in der Ungargasse als Unterbringungsort für die Sammlungen wurde vom Kaiser abgelehnt. Schließlich entschied man sich für das Harrachsche Stadtgebäude in der Johannesgasse, dessen Leiter Emanuel Pohl wurde. Im Gebäude standen sieben Räume für die Zoologie, drei für die Botanik, zwei für die Mineralogie und ein großer Raum für die ethnographischen Objekte zur Verfügung. Bereichert wurde die Sammlung durch die Zeichnungen und Aquarelle von Thomas Ender. Das so eingerichtete Brasilianum wurde zu einer Hauptattraktion in Wien, wobei sicherlich auch das von Pohl mitgebrachte Paar vom Stamm der Botokuden für Aufsehen sorgte. Die Frau verstarb jedoch schon bald, der Mann wurde 1824 nach Brasilien zurückgebracht.
Nach dem Auslaufen des Mietvertrages wurde die Brasiliensammlung 1836 geschlossen, und die Bestände in das Naturalienkabinett überführt und von 1838 bis 1840 gemeinsam mit anderen Expeditionssammlungen in der Ungargasse untergebracht. Das weitere Dasein fristeten die Objekte jahrelang in Transportkisten, wobei im Revolutionsjahr 1848 Teile der Bestände, vor allem zootomische Objekte des Naturalienkabinetts vernichtet wurden. Die ethnographische Sammlung Natterers erlitt jedoch keinen Schaden. Sie bildete einen wichtigen Grundstock des im Jahre 1928 eröffneten Museums für Völkerkunde in der Wiener Hofburg.